# Stratone rufotestacea
Stratone rufotestacea är en skalbaggsart som beskrevs av Thomson 1864. Stratone rufotestacea ingår i släktet Stratone och familjen långhorningar. Inga underarter finns listade i Catalogue of Life.